# Grammia placentia
Grammia placentia är en fjärilsart som beskrevs av Smith 1797. Grammia placentia ingår i släktet Grammia och familjen björnspinnare. Inga underarter finns listade i Catalogue of Life.